# Былина, Михал
Ми́хал Были́на (пол. Michał Bylina; 18 января 1904, Ворсовка, Киевская губерния — 5 августа 1982, Варшава) — польский художник, график и иллюстратор.

## Биография
Михал Былина родился 18 января 1904 в селе Ворсовка (ныне — в Коростенском районе Житомирской области Украины).
В 1921 году М. Былина приехал в столицу Польши и стал изучать живопись и графику в Варшавской школе изящных искусств (теперь Академия изящных искусств (Варшава)). Здесь же проходил воинскую службу в кавалерийском полку. После получения диплома начал создавать свои первые большие художественные исторические композиции. Одновременно с 1928 по 1938 год сотрудничал с издательским институтом «Nasza Księgarnia» (рус. «Наши книги»), а также с редакциями детских журналов «Płomyczka» i «Płomyka», иллюстрировал книжки и журналы для детей и юношества.
Участник советско-польской войны 1939 года. В чине поручика принимал участие в боях с РККА. Был ранен, избежал плена, вступил в польский патриотический «Союз вооруженной борьбы».
Во время второй мировой войны служил в подпольной Армии Крайовой. Участвовал в Варшавском восстании 1944 г., получил серьёзные ранения во время боевых действий в столичном районе — Мокотув.
После окончания войны, начал работу по организации нового Института издательство «Nasza Księgarnia». С 1956 года — профессор варшавской Академии изящных искусств.
Награждён рыцарским крестом Ордена Возрождения Польши (1954).
Умер в Варшаве и похоронен на кладбище Воинское Повонзки.

## Творчество

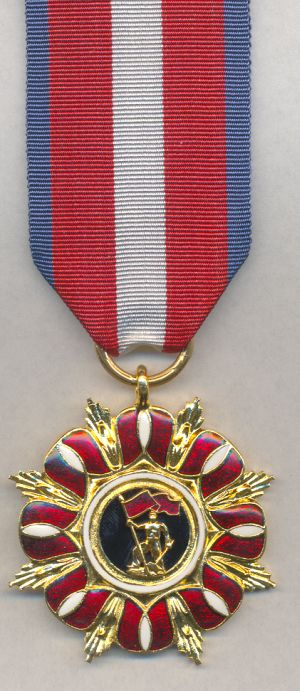
Орден Строителей Народной Польши

Наиболее плодотворный творческий период М. Былины наступил после 1950 года. В это время им создан целый ряд батальных и исторических полотен, изображающих историю Польши со времен первых Пястов до второй мировой войны, больших композиций, множество иллюстраций к легендам и мифам (в том числе польского издания «Калевалы»), цикл исторических иллюстраций. Многие из них попали в детские журналы и книги, школьные учебники и др.
М. Былина — автор ордена Строителей Народной Польши.
Картины М. Былины находятся ныне в коллекциях Музея Войска Польского, Национального музея и Музея истории польского революционного движения в Варшаве.
Четыре картины М. Былины были использованы в 1968 году при выпуске серии почтовых марок Польши, посвященных 25-летию Народного Войска Польского.

## Избранные картины
- Бивак (1933)
- Гетман Жолкевский (1937)
- Дружина Болеслава (1951)
- Парижская Коммуна (1952)
- Ленино (1953)
- Красный варшавский полк (1954)
- 2 мая 1945 года в Берлине (1956)
- цикл иллюстраций по истории Польши (1956—1959)
- Сентябрь (1959)
- Легница (1961)
- Битва под Сан-Суси (1962)
- Ниса (1963)
- Белосток 1905 года (1965)
- Одра (1968)
- Гданьск (1974)
- Костюшко под Саратогой (1976)
- Портрет Я. Домбровского (1977)